# Жукув (Мінський повіт)
Жукув (пол. Żuków) — село в Польщі, у гміні Мінськ-Мазовецький Мінського повіту Мазовецького воєводства.
Населення — 167 осіб (2011).
У 1975-1998 роках село належало до Седлецького воєводства.

## Демографія
Демографічна структура станом на 31 березня 2011 року:
|          | Загалом | Допрацездатний вік | Працездатний вік | Постпрацездатний вік |
| -------- | ------- | ------------------ | ---------------- | -------------------- |
| Чоловіки | 90      | 20                 | 61               | 9                    |
| Жінки    | 77      | 14                 | 49               | 14                   |
| Разом    | 167     | 34                 | 110              | 23                   |